# 定山渓温泉

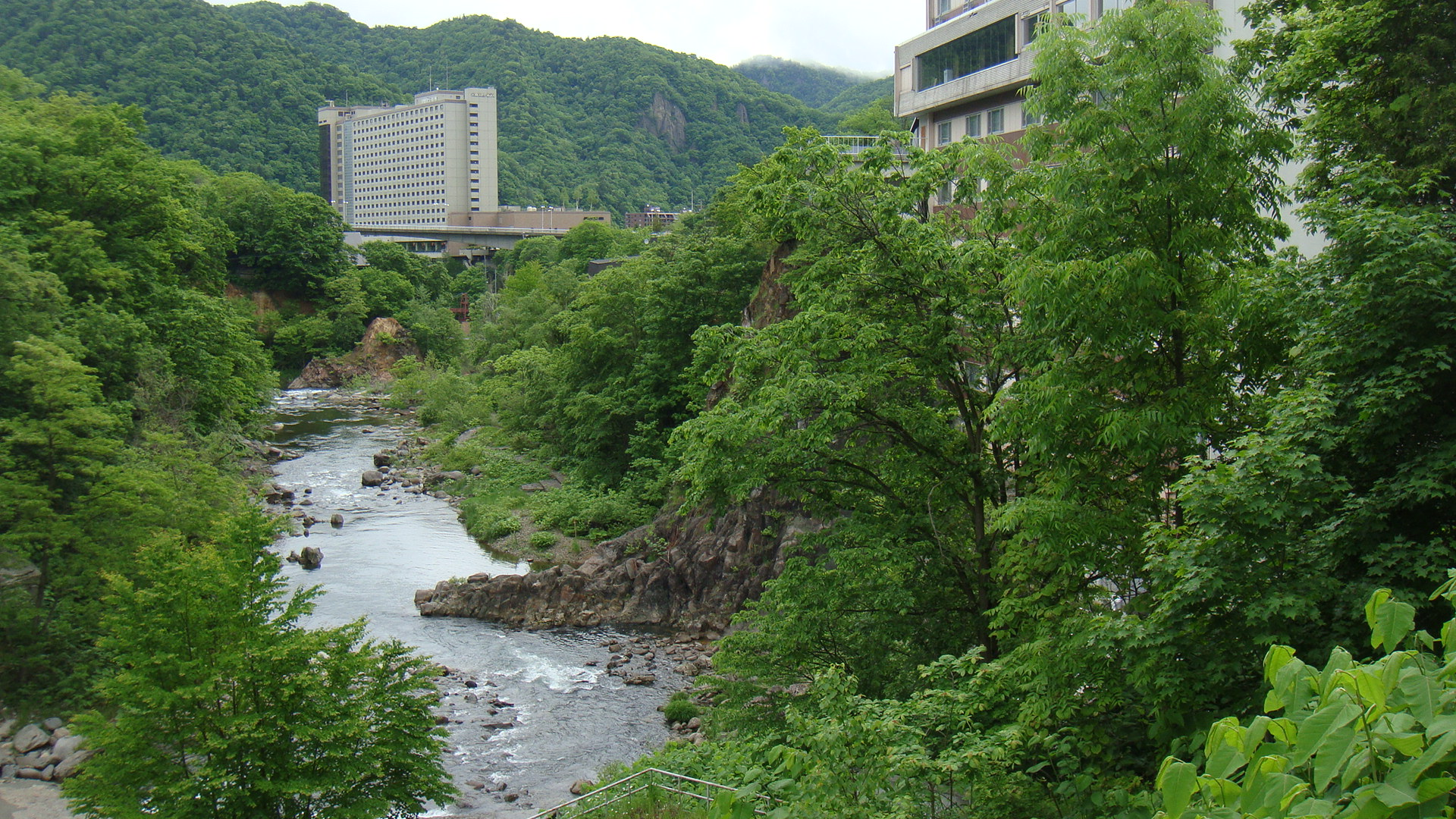
定山渓を流れる豊平川

定山渓温泉（じょうざんけい おんせん）は、北海道札幌市南区にある温泉地。

## 泉質
泉質はナトリウム-塩化物泉。定山渓温泉の泉源は56ヵ所あり、温泉街を流れる豊平川の月見橋付近と高山橋付近に集中しており、川岸や川底にある岩盤の割れ目から自然湧出している。湧出量は毎分8,600ℓ、湧出温度は60度 - 80度と比較的高温になっている。

## 温泉街
温泉街は豊平川と白井川に削られてできた河岸と国道230号沿いにあり、わずかな平地に市街地を形成している。見返り坂下の湯の滝には露天風呂に浸かっている河童の像があるほか、温泉街の至る所にメルヘンかっぱ像を設置している。月見橋は美泉定山が温泉が湧き出ているのを発見した場所であり、橋の近くにある定山の生誕200年を記念した定山源泉公園には足湯や手湯、温泉卵をつくることができるおんたまの湯を設置している。また、定山源泉公園のほかにも温泉街には無料の足湯や手湯を設置している。岩戸観音堂は小樽と定山渓を結ぶ道路を建設した際の犠牲者の冥福などを祈るため、1936年（昭和11年）に地崎宇三郎が全長120 mの洞窟に33体の観音像を私費で安置した。豊平川沿いには散策路があり、二見公園にはかっぱ大王像を設置している。かっぱ淵の近くには二見吊橋があり、定山渓での森林浴や紅葉の名所の1つになっている。
なお、定山渓小学校の敷地内には、美泉定山や定山渓鉄道をはじめとして、定山渓温泉に関する歴史資料や、かつて、定山渓周辺の住民が使用していた生活道具などを展示する、定山渓郷土博物館が建っている。

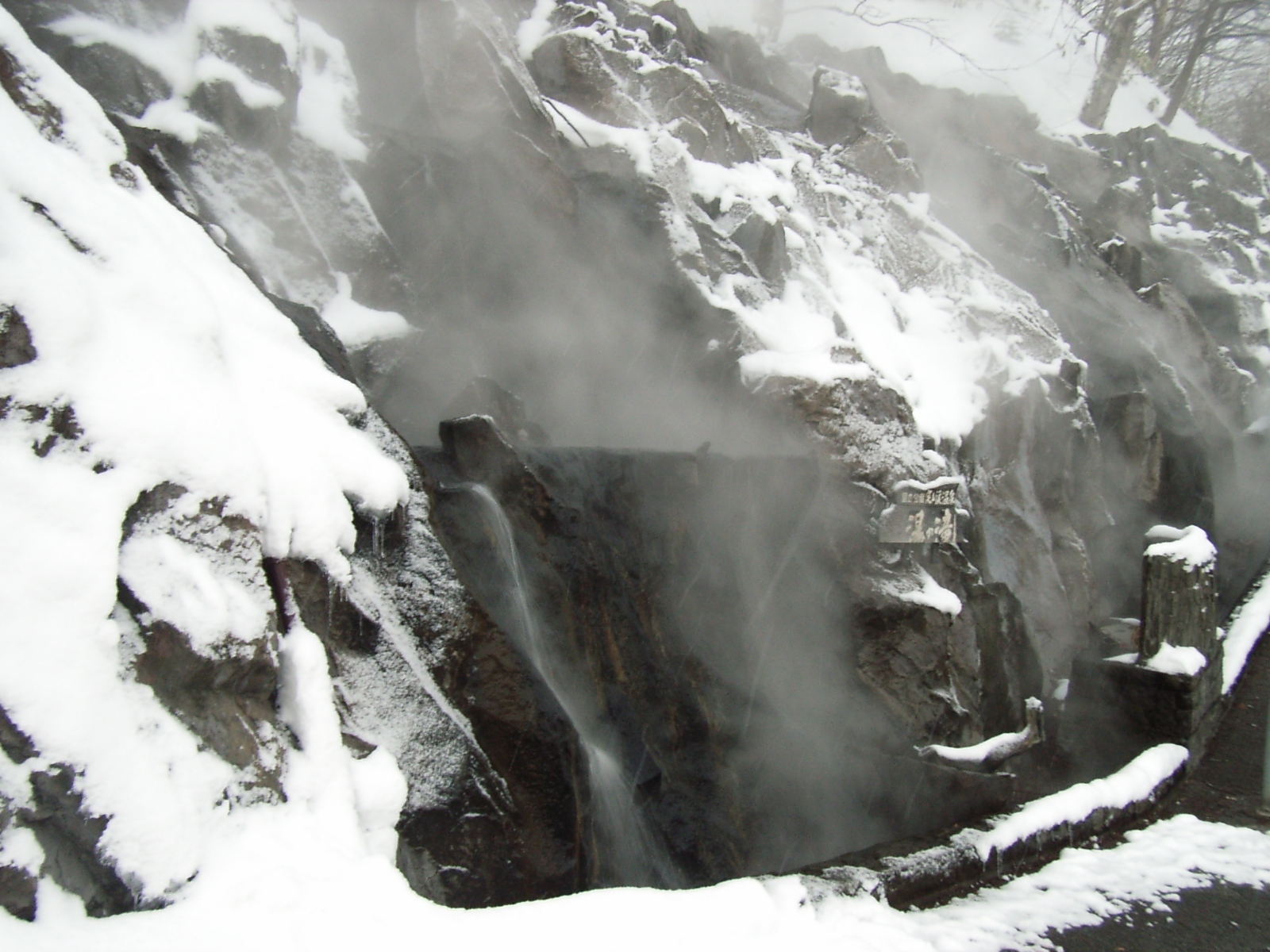
湯の滝
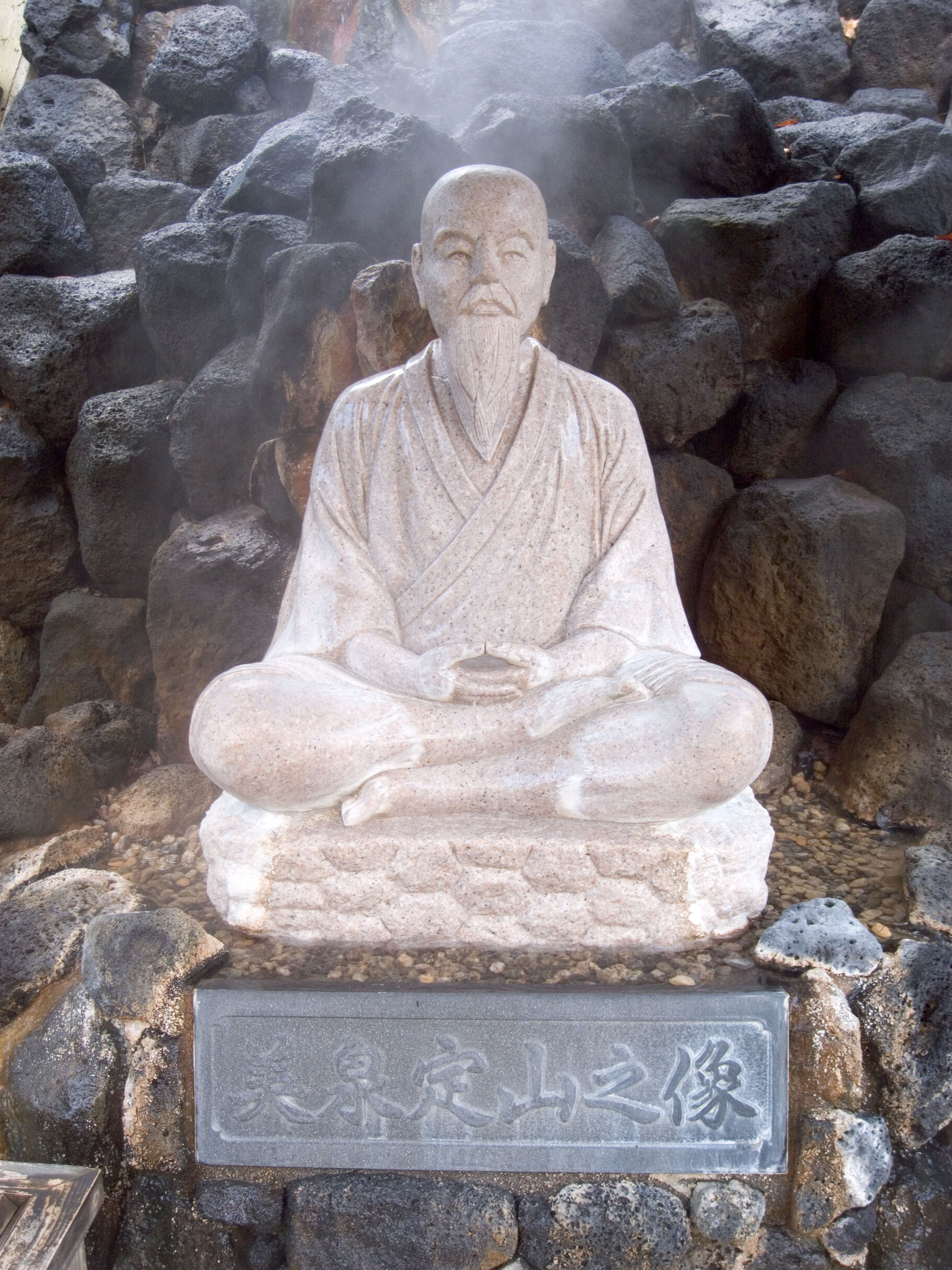
定山源泉公園内の美泉定山像
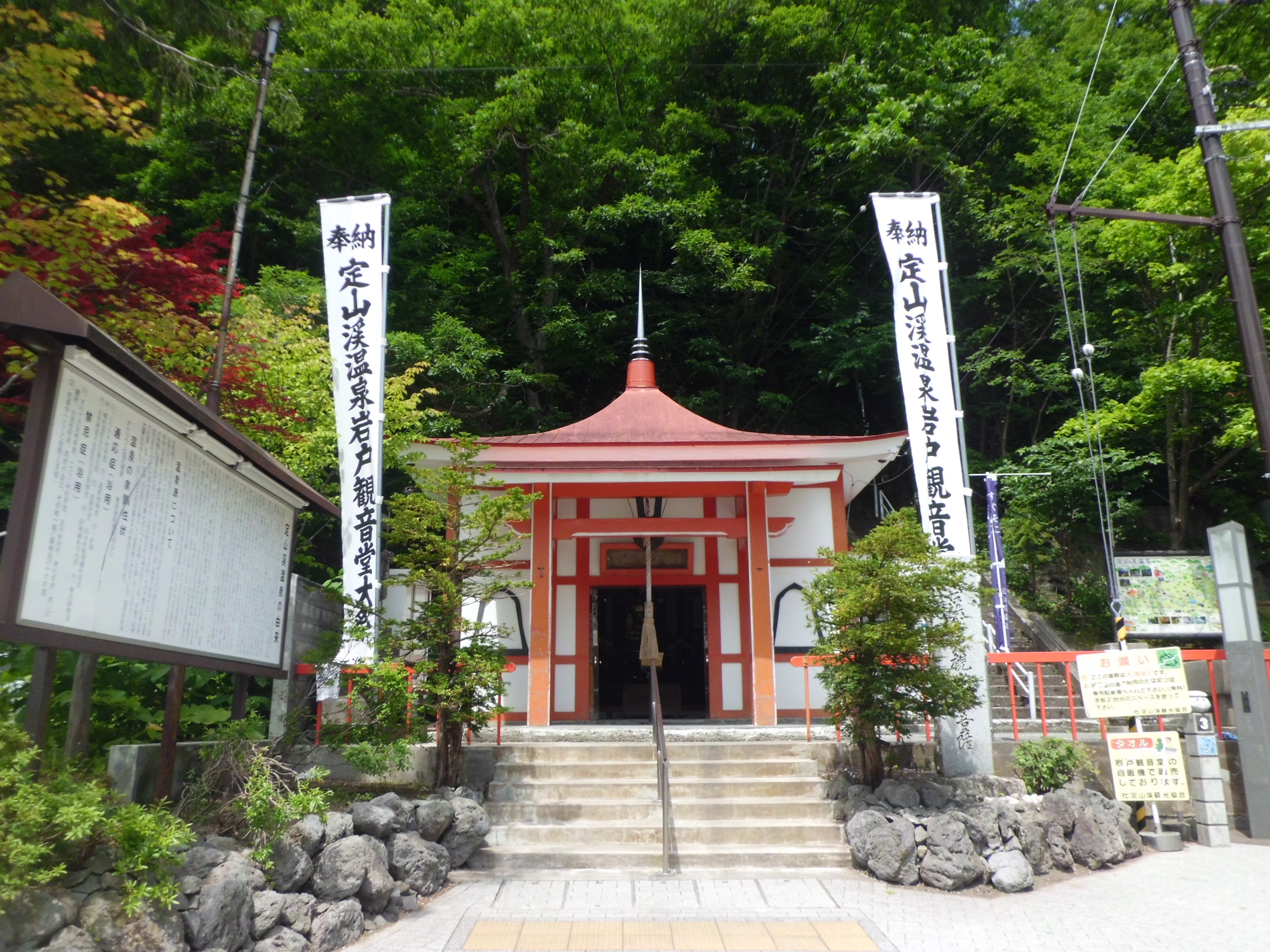
岩戸観音堂

## 歴史

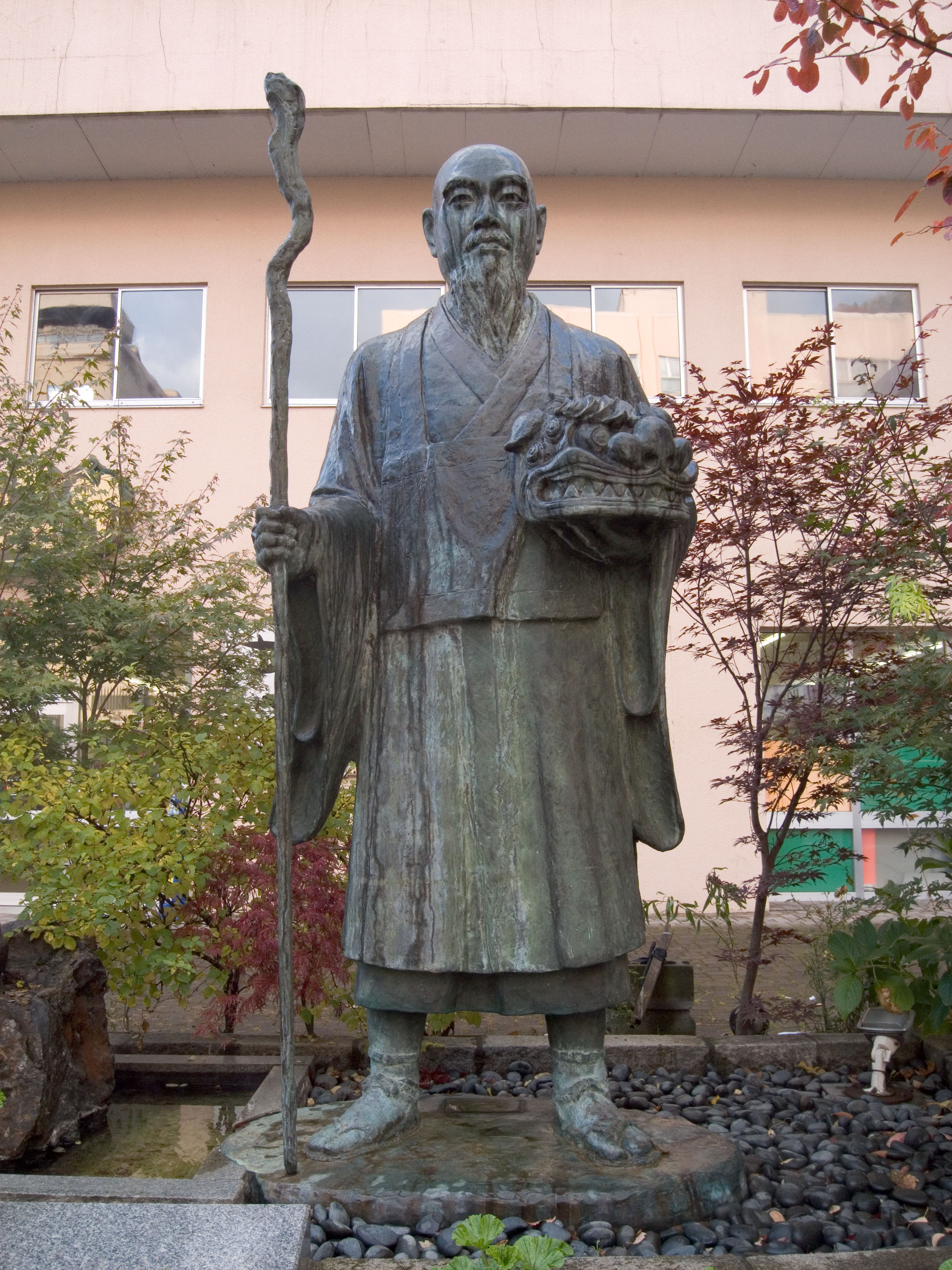
定山渓ホテル前にある美泉定山像

定山渓で温泉を発見したのは『後方羊蹄日誌』を記した松浦武四郎だと言われているが  、温泉開発を行ったのは修験僧の美泉定山である。「鹿が傷を癒す秘湯があるらしい」との噂を聞きつけて現在の小樽市朝里付近から山に入って温泉を発見し、私設の湯治場をつくった。
明治になり開拓使が設置されると、定山は温泉開発を願い出る。1870年（明治3年）に本願寺道路の開削工事が始まると官営の温泉場が設けられ、定山は岩村通俊判官から湯守を命じられた。数年来の願いが叶った定山は川に架けられた橋に「回春橋」（春が回ってきたの意味）と名づけた。1871年（明治4年）、本願寺道路の検分で温泉に訪れた東久世通禧開拓長官は定山の湯守としての奮闘ぶりを賞賛し、無名の渓谷に「常山渓」と名づけた。ところが、1873年（明治6年）の大雨によって川が氾濫して開墾した畑が浸水し、回春橋も流失してしまう。翌年には開拓使の財政引き締め政策の一環として湯守が廃止され、定山は独力で温泉を営むことになる。なお、戸籍法によって美泉定山と名乗るようになってから常山渓は「定山渓」と言われるようになった 。温泉経営で苦境に立たされた定山は温泉開発の一策として小樽に通じる道路開削を求めたが、当時は道路測量が行われるのみであった。そして、1877年（明治10年）に定山は行方不明となり入滅した。
1880年（明治13年）、定山亡き後の温泉経営を佐藤伊勢造が引き継いで「元の湯」（佐藤温泉）とした。1886年（明治19年）には高山今朝吉が発見した温泉「中の湯」（高山温泉）が開業し、同年から穴の沢から定山渓までの道路改修工事が始まり、流失した回春橋が再建された。1891年（明治24年）には駅逓所が設置され、1894年（明治27年）に虻田までの改修工事が完了するなど定山渓の交通事情は改善した。また、この頃に本郷嘉之助・南部源蔵などが出資した「鹿の湯」（山田温泉・熊坂温泉）が開業している 。1905年（明治38年）に御料局の補助と3つの温泉が資金を拠出して老朽化した回春橋の架け替えを行い、「月見橋」と改称した。1914年（大正3年）から豊羽鉱山の開発が始まり、翌年に定山渓鉄道が設立されると工事関係者が定山渓に出入りするようになり、商店や郵便局・駐在所などが進出して、徐々に温泉街を形成していった。1918年（大正7年）に定山渓鉄道線が開通すると定山渓温泉は湯治場から行楽地として発展し、新たな旅館や企業が客を招待するための施設なども建ち始めた。豊羽鉱山が一時休山した後も定山渓鉄道の開通効果により訪問客は漸増した。1929年（昭和4年）に東札幌から定山渓までの区間の鉄道が電化されると所要時間が短縮して輸送人員も増加し、定山渓温泉は「札幌の奥座敷」と呼ばれるようになる。1932年（昭和7年）には晩年の定山が悲願としていた小樽から定山渓に通じる道が有料道路として開通した（北海道道1号小樽定山渓線の前身）。木材の伐り出しが盛んになると帝室林野局は定山渓森林鉄道の敷設を決めて1943年（昭和18年）に完成し、太平洋戦争中から終戦後にかけても温泉街は潤った。その後、定山渓森林鉄道は豊平峡ダム建設に伴って1967年（昭和42年）に廃止となった。
1954年（昭和29年）の第9回国民体育大会で、多くの競技が北海道で開催されることが決定されたことを契機に旅館・ホテル施設の増改築が進み、企業・団体の保養所や寮も建設された。昭和30年代になるとモータリゼーションの発達により電車を利用する人が減少する。1963年（昭和38年）に札幌から定山渓までの国道230号拡幅と舗装工事が完成すると電車離れは進行し、札幌市営地下鉄南北線建設の影響もあって1969年（昭和44年）に定山渓鉄道線は廃止となった。1965年（昭和40年）、札幌市出身の漫画家おおば比呂司のアイデアによって「定山渓かっぱ祭り」を開催した。昭和40年代の高度経済成長期に伴う旅行の大衆化などにより、旅館・ホテル施設が相次いで大型化したが、時が経ち旅行形態の中心が団体客から個人旅行へと変化しているニーズや日本国外から訪れる旅行客に対応していくため、官民一体となって魅力向上を図る指針「定山渓観光魅力アップ構想」を策定して定山渓エリアの活性化に取り組んでいる。
年表
- 1866年（慶応02年）：アイヌの道案内により美泉定山が温泉を発見し、湯治場をつくる。
- 1871年（明治04年）：定山が岩村通俊判官から湯守を命じられる。東久世通禧開拓長官が「常山渓」と命名。本願寺道路完成。
- 1886年（明治19年）：北海道庁が定山渓までの道路拡幅工事を実施[29]。
- 1891年（明治24年）：定山渓に駅逓所設置。
- 1905年（明治38年）：定山渓神社創建。月見橋完成。
- 1907年（明治40年）：定山渓発電所完成。
- 1916年（大正05年）：曹洞宗定山渓説教所（現在の定山寺）開山[30]。
- 1918年（大正07年）：定山渓鉄道（定山渓鉄道線）開通（1969年廃止）。
- 1936年（昭和11年）：岩戸観音堂建立。
- 1949年（昭和24年）：定山渓エリアが支笏洞爺国立公園指定。
- 1960年（昭和35年）：定山渓観光協会と定山渓温泉観光協会が一本化し、新たな定山渓観光協会が発足。
- 1965年（昭和40年）：「定山渓かっぱ祭り」初開催。温泉街のロードヒーティング完成。
- 1969年（昭和44年）：定山渓鉄道廃止。
- 1973年（昭和48年）：有馬温泉と姉妹提携。
- 1978年（昭和53年）：定山渓大橋完成。
- 1984年（昭和59年）：定山渓中央線・湯の滝整備。
- 1987年（昭和62年）：「定山渓温泉渓流鯉のぼり」初開催。
- 1989年（平成元年）：定山渓ダム完成。
- 1991年（平成03年）：メルヘンかっぱ像を温泉街各所に設置。
- 1996年（平成08年）：定山渓温泉が健康保養地宣言。
- 2001年（平成13年）：かっぱ家族の願かけ手湯、長寿と健康の足つぼの湯完成。
- 2003年（平成15年）：足のふれあい太郎の湯完成。
- 2005年（平成17年）：定山源泉公園完成。
- 2011年（平成23年）：「定山渓温泉 雪灯路」初開催。
- 2012年（平成24年）：定山渓温泉PR隊長のゆるキャラ「かっぽん」誕生[31]。『Jozankei JAZZ TOWN』初開催[32]。
- 2015年（平成27年）：「定山渓雪三舞（ゆきざんまい）」初開催[33]。

## かっぱ淵
二見吊橋のそばにある切り立った奇岩怪石がある淵を「かっぱ淵」と言い、河童にまつわる伝説がある。豊平川は、1909年（明治42年）に銚子の口発電所のダムが出来るまで胴木が流送するほどの早い流れがあり、至る所の深淵で川魚などが生息していた。ある日、青年が淵で魚取りをしていた時に足を滑らせた訳でもなく急に引き込まれるように川底に沈んでしまい、胴木を流送していた作業員が川に飛び込んだが淵が深くて救出不可能となり、姿を発見することも出来なかった。1年後、1周忌となる日の夜に青年が父親の夢枕に立って「私は今かっぱの妻と子供と一緒に幸せに暮らしている…」と語った。ここに住んでいる河童に魅せられたのだろうと思ってその場所を「かっぱの淵」と名づけけると、以後遭難する者はいなくなったという。現在「かっぱ」は定山渓のマスコットになっており、北海道内外の彫刻家が制作した「メルヘンかっぱ像」が温泉街の至る所にあるほか、ゆるキャラの「かっぽん」は札幌市南区長から特別住民票を交付されている。

## 主なホテル・旅館
- 定山渓ビューホテル
- 定山渓万世閣ホテルミリオーネ
- ホテル鹿の湯、花もみじ
- グランドブリッセンホテル定山渓
- 定山渓第一寶亭留翠山亭
- ぬくもりの宿 ふる川
- 定山渓鶴雅リゾートスパ 森の謌
- 章月グランドホテル
- 定山渓ホテル

## アクセス
札幌市中心部から約26 km、車で約60分の距離にある。定山渓エリアの拠点であり、豊平峡温泉までは車で約5分、小金湯温泉までは車で約10分、札幌国際スキー場までは車で約30分の所要時間になっている。
- 路線バス
  - じょうてつバス
  - 道南バス
- 直行バス
  - 札幌駅からじょうてつバス「かっぱライナー号」で約60分。
  - 新千歳空港から北都交通「快適湯ったりライナー号」で約100分（休止中[38]）。
- 小樽市から車で約60分。
- 支笏湖から車で約65分。
- ニセコから車で約70分。
- 洞爺湖から車で約90分。